# Burckella thurstonii
Burckella thurstonii là một loài thực vật có hoa trong họ Hồng xiêm. Loài này được (Hemsl.) H.J.Lam mô tả khoa học đầu tiên năm 1925.